# 下總豐里站
下總豐里站（日语：／ Shimōsa-Toyosato eki */?）是位於千葉縣銚子市笹本町73番4號，東日本旅客鐵道（JR東日本）的成田線車站。

## 歷史
- 1933年（昭和8年）3月11日：國鐵成田線笹川站至松岸站之間開通，此站啟用[1]。為旅客和貨物車站。
- 1971年（昭和46年）10月1日：結束貨物起卸業務。
- 日期不詳：成為業務委託車站。
- 1985年（昭和60年）3月1日：成為無人車站。
- 1987年（昭和62年）4月1日：伴隨國鐵分割民營化，車站由東日本旅客鐵道（JR東日本）營運[1]。
- 2008年（平成20年）3月中旬：翻新車站大樓。
- 2009年（平成21年）3月14日：此站開始使用IC卡「Suica」[2]。成為東京近郊區間範圍內[2]。

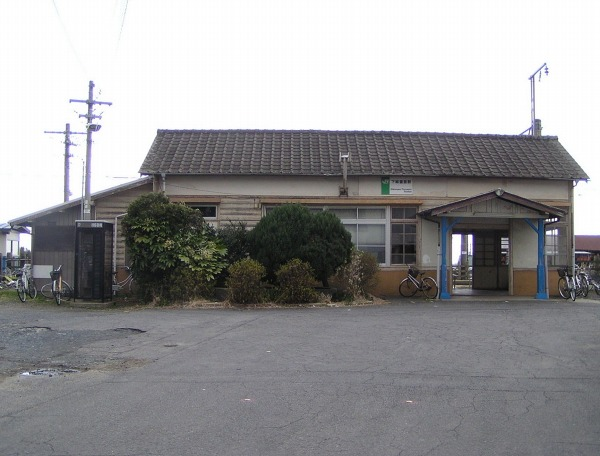
舊車站大樓（2006年3月19日）

## 車站構造

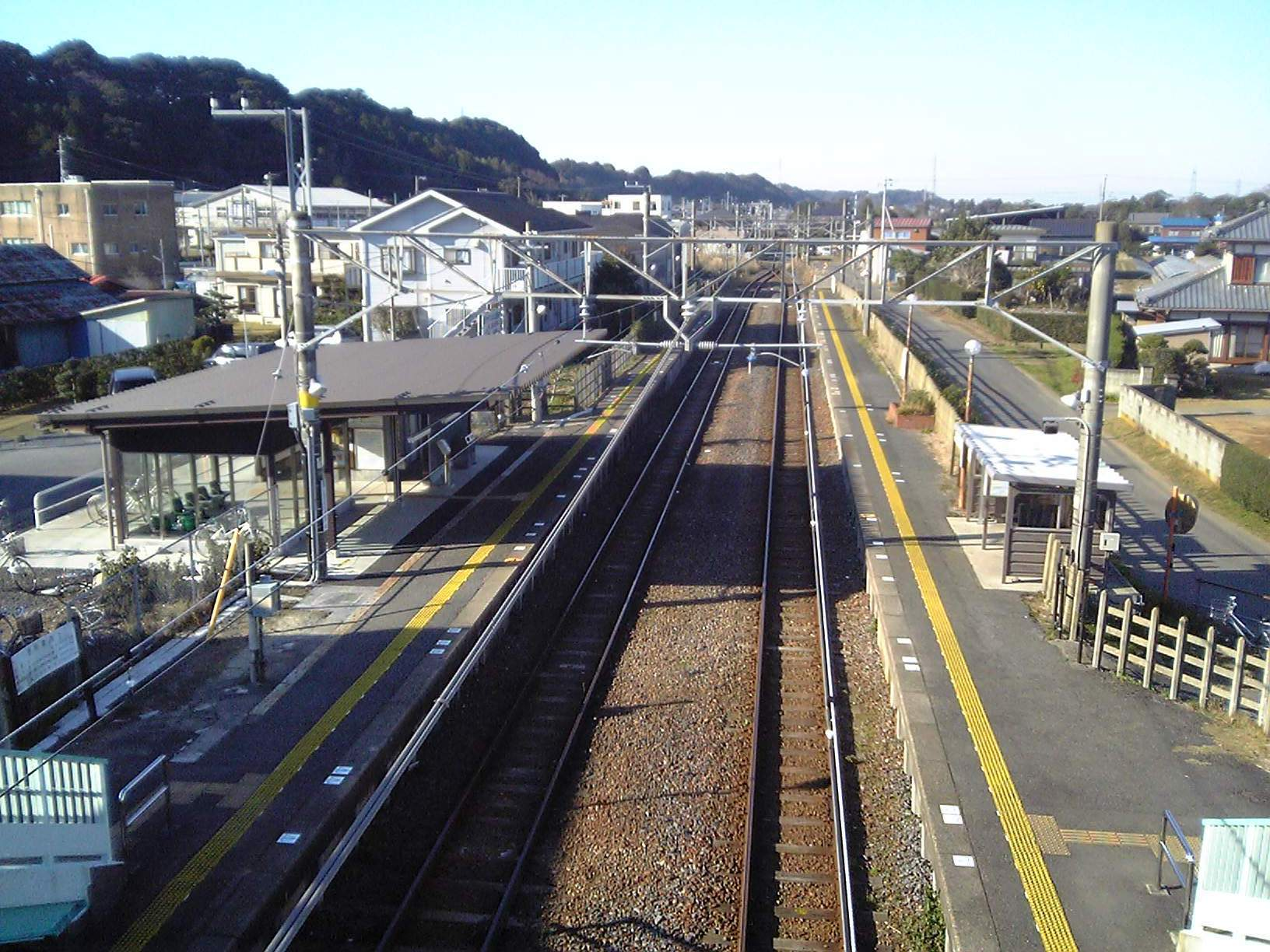
從跨線橋看見車站月台，後方為成田、千葉方向路軌（2009年12月20日）

此站是地面車站，設有2面2線的相對式月台。月台沒有提高高度。車站南邊為2號月台，鄰接車站大樓。兩月台靠近椎柴一方設有跨線橋連接。北邊月台於跨線橋處設有小型出入口。北邊月台上設有小型候車室。
曾經此站設有木造車站大樓，內部只有候車室部分。在候車室內部遺留了售票櫃臺和小型行李櫃臺遺蹟。在售票櫃臺前設有乘車站證明票發行機。在1985年（昭和60年）起，此站是由銚子站管理的無人車站。現時的車站大樓是一座鋼架建築物，進入車站大樓後右邊為候車室，左邊是廁所（濕廁和西式廁所）。男廁於站前通一方，女廁於月台一方。
車站大樓入口附近設有乘車站證明票發行機和簡易Suica閘機。

### 月台
| 月台 | 路線    | 上下行 | 方向           |
| ---- | ------- | ------ | -------------- |
| 1    | ■成田線 | 下行   | 銚子方向       |
| 2    | ■成田線 | 上行   | 成田、千葉方向 |

參考
- 月台可容納8卡車廂。

## 使用狀況
在2006年（平成18年）度1日平均乘車人次為171人，以下為乘車人次變化列表：
| 乘車人次變化       | 乘車人次變化     | 乘車人次變化 |
| 年度               | 1日平均 乘車人次 | 參考資料     |
| ------------------ | ---------------- | ------------ |
| 1990年（平成02年） | 199              | [ * 1 ]      |
| 1991年（平成03年） | 202              | [ * 2 ]      |
| 1992年（平成04年） | 200              | [ * 3 ]      |
| 1993年（平成05年） | 204              | [ * 4 ]      |
| 1994年（平成06年） | 183              | [ * 5 ]      |
| 1995年（平成07年） | 210              | [ * 6 ]      |
| 1996年（平成08年） | 207              | [ * 7 ]      |
| 1997年（平成09年） | 199              | [ * 8 ]      |
| 1998年（平成10年） | 206              | [ * 9 ]      |
| 1999年（平成11年） | 207              | [ * 10 ]     |
| 2000年（平成12年） | 207              | [ * 11 ]     |
| 2001年（平成13年） | 190              | [ * 12 ]     |
| 2002年（平成14年） | 189              | [ * 13 ]     |
| 2003年（平成15年） | 200              | [ * 14 ]     |
| 2004年（平成16年） | 198              | [ * 15 ]     |
| 2005年（平成17年） | 198              | [ * 16 ]     |
| 2006年（平成18年） | 171              | [ * 17 ]     |

## 車站周邊
車站出入口位於車站西南方。車站以北約500米處可到達利根川畔（右岸）。車站北邊設有國道356號（利根水鄉線）。車站西南方約1公里處為豐里新城。
- 國道356號（日语：国道356号）
- 千葉縣道74號多古笹本線（日语：千葉県道74号多古笹本線）
- 銚子市政廳豐里出張所
- 銚子警署（日语：銚子警察署）豐里駐在所
- 銚子市立第七中學
- 銚子市立豐里小學
- 新國立劇場舞台美術中心、資料館（豐里新城內）
- 千葉綠農業協同組合（日语：ちばみどり農業協同組合）豐里出張所
- 諸持郵局
- 菅原大神
- 東大神（日语：東大社）櫻井濱鳥居
- 櫻井町公園
- 新鮮馬爾托莫
- 彩虹山鄉村俱樂部（步行約30分鐘）

## 巴士路線
| 乘車處     | 系統       | 主要途經                 | 目的地      | 巴士公司 | 備註 |
| ---------- | ---------- | ------------------------ | ----------- | -------- | ---- |
| 豐里站入口 | 豐里新城線 |                          | 豐里新城第4 | 千葉交通 |      |
| 豐里站入口 | 豐里新城線 | 椎柴站、松岸站前、銚子站 | 陣屋町      | 千葉交通 |      |

## 相鄰車站
東日本旅客鐵道（JR東日本）
■成田線
下總橘－下總豐里－椎柴

## 注腳

### 使用狀況
1. ↑  千葉縣統計年鑑 （页面存档备份，存于）（日語） - 千葉縣
2. ↑  銚子市統計書 （页面存档备份，存于）（日語） - 銚子市

千葉縣統計年鑑
1. ↑  千葉縣統計年鑑（平成3年） （页面存档备份，存于）（日語）
2. ↑  千葉縣統計年鑑（平成4年） （页面存档备份，存于）（日語）
3. ↑  千葉縣統計年鑑（平成5年） （页面存档备份，存于）（日語）
4. ↑  千葉縣統計年鑑（平成6年） （页面存档备份，存于）（日語）
5. ↑  千葉縣統計年鑑（平成7年） （页面存档备份，存于）（日語）
6. ↑  千葉縣統計年鑑（平成8年） （页面存档备份，存于）（日語）
7. ↑  千葉縣統計年鑑（平成9年） （页面存档备份，存于）（日語）
8. ↑  千葉縣統計年鑑（平成10年） （页面存档备份，存于）（日語）
9. ↑  千葉縣統計年鑑（平成11年） （页面存档备份，存于）（日語）
10. ↑  千葉縣統計年鑑（平成12年） （页面存档备份，存于）（日語）
11. ↑  千葉縣統計年鑑（平成13年） （页面存档备份，存于）（日語）
12. ↑  千葉縣統計年鑑（平成14年） （页面存档备份，存于）（日語）
13. ↑  千葉縣統計年鑑（平成15年） （页面存档备份，存于）（日語）
14. ↑  千葉縣統計年鑑（平成16年） （页面存档备份，存于）（日語）
15. ↑  千葉縣統計年鑑（平成17年） （页面存档备份，存于）（日語）
16. ↑  千葉縣統計年鑑（平成18年） （页面存档备份，存于）（日語）
17. ↑  千葉縣統計年鑑（平成19年） （页面存档备份，存于）（日語）

## 外部連結
- 車站資訊（下總豐里）：東日本旅客鐵道（日語）